# 평택 위너스시티
평택 위너스시티(영어: Pyeongtaek Winner's City)는 대한민국 경기도 평택시 평택동에 계획했던 아파트다. 2016년에 조합원 모집후 2018년에 착공하여 2021년에 완공 예정이었으나 취소되었다.

## 단지 구성
- 101동 최고 59층, 190.20m
- 102동 최고 59층, 190.20m
- 103동 최고 59층, 190.20m
- 104동 최고 59층, 190.20m
- 105동 최고 59층, 190.20m
- 201동 최고 49층, 180.20m

## 교통
- ● 수도권 전철 1호선 - 평택역 연결

## 같이 보기
- 대한민국의 마천루 목록
- 경기도의 마천루 목록
- 평택시의 마천루 목록